# Ліза Левін
Ліза Левін (англ. Lisa Levin) — американська океанолог, глибоководний біолог та еколог. Заслужений професор Інституту океанографії Скріппса, де здобула докторський ступінь і працює від 1992 року. Високоцитована науковиця (HCR, 2021).

## Життєпис
Виросла на заході Лос-Анджелеса.
Закінчила коледж Редкліф, жіноче відділення Гарвардського коледжу, на бакалавраті з біології. Докторський ступінь з океанології здобула в Інституті океанографії Скріппса. Дев'ять років викладала в Університеті штату Північна Кароліна, після чого 1992 року вступила до штату Інституту океанографії Скріппса, де нині є заслуженою професоркою, а протягом 2011—2017 років — директоркою Центру морського біорізноманіття та збереження (англ. Center for Marine Biodiversity and Conservation; CMBC). Засновниця та керівниця Deep-Ocean Stewardship Initiative (DOSI). Фелло Американського геофізичного союзу та Американської асоціації сприяння розвитку науки. Асоційована редакторка Science Advances.
Учасниця більш ніж 45 океанологічних експедицій. Здійснила понад 50 занурень на «Алвіні».
Відзначена A.C. Redfield Lifetime Achievement Award (2018) та великою медаллю принца Альберта I (англ. Prince Albert I Grand Medal; 2019).
Авторка понад 275 наукових праць, що цитувалися понад 24 тис. разів. Публікувалася в Science та Nature.
Одружена.